# Reika Takahashi
Reika Takahashi (高橋礼華?, Takahashi Reika; Fukushima, 14 aprile 1988) è un'ex cestista giapponese.

## Carriera
Con il Giappone ha disputato i Campionati mondiali del 2010.